# Estação José Euclides
A Estação José Euclides é uma estação de VLT (Veiculo Leve sobre Trilhos) integrante da Linha Norte do VLT de Sobral, administrada pela Companhia Cearense de Transportes Metropolitanos.
Está localizada no eixo da Avenida John Sanford, entre as ruas Francisco Jacinto Ferreira da Ponte e Antônio Araújo Vasconcelos, no bairro Junco, na cidade cearense de Sobral, na região Nordeste do Brasil.
A estação beneficia, além dos moradores da região, os estudantes do Centro de Ciências Humanas (CCH) da Universidade Estadual Vale do Acaraú (UVA), e o Hospital Regional Norte (HRN).

## Características
Pensando em um menor impacto do meio ambiente o projeto da estação contempla materiais ecoeficientes, que ajudam na ventilação permitindo maior conforto térmico em uma cidade conhecida por seu clima quente e abafado. 
Portas automáticas possibilitam maior fluidez no embarque e desembarque além de garantir mais segurança aos usuários, lâmpadas inteligentes que são acionadas de acordo com a luminosidade natural também fazem parte do pacote de tecnologias presentes para uma maior eficiência do sistema.